# OJ 287
OJ 287 は、ほぼ一定の周期で爆発的な増光を見せるとかげ座BL型の活動銀河核（ブレーザー天体）である。1891年に写真観測で発見され、オハイオ・スカイサーベイ (en) によって電波源であることが判明した。
中心部にはこれ以前に知られていた最大のものより6倍以上大きい、183億太陽質量という超巨大なブラックホールがある。計算上、OJ 287 のシュワルツシルト半径は約530億kmにもなる。これは冥王星の平均公転半径の9倍にも達する。
OJ 287 の光度曲線は 11 - 12 年の周期で変化し、増光の極大には2つの狭いピークがある。これは、小さな（1.5億太陽質量の）ブラックホールが、大きなブラックホールの周囲を 11 - 12 年で公転していることを示す。増光は、この連星系の伴星が近点の前後で主星の降着円盤を突き抜ける時に観測されるのである。増光極大の近傍で偏光が小さくなることが観測され、これは熱的放射、すなわち主星の降着円盤と伴星との衝突で生じた高温ガス泡から光が放たれていること示唆する。
1988年に OJ 287 がブラックホール連星系である可能性が示唆され、その後1994年、1995年、2005年に増光が観測された。2007年9月13日に起きると予測された次の増光を観測するため、フィンランド・トゥオルラ天文台のマウリ・ヴァルトネンを中心に、日本の大阪教育大学も含む世界規模の観測ネットワークが組織され、予測通りの増光を検出することに成功した。この観測結果を元に質量が算出され、アメリカ天文学会第211回総会で発表された。増光のタイミングから伴星の楕円軌道の歳差がわかり、アインシュタインの一般相対性理論を用いて中央のブラックホールの質量を計算することができる（一般相対性理論におけるケプラー問題 (en) を参照）。
2007年の観測結果から、次回増光は2015年12月8日を中心とする8週間に絞り込まれた。大阪教育大学、東北大学を含む世界16カ国による集中観測の結果、12月4日から5日にかけ増光の観測に成功した。これによりOJ 287のモデルを強く制限し、主星1.83±0.01×1010太陽質量、伴星1.5±0.1×108太陽質量、軌道離心率0.700±0.001、公転軌道の歳差39.0°、主星ブラックホールのスピンパラメータa＝0.313±0.01など、物性値が高精度化された。
さらに次回の増光は2019年7月31日と予想されたが、この時期はOJ 287が太陽に近い方向にあり、地上からの観測が困難であった。唯一、地球から約2億5400万km離れたスピッツァー宇宙望遠鏡がこの日に観測を行い、増光が確認された。
一般相対性理論による公転軌道の近点移動を計算に入れた増光時期予想が、観測と正確に一致したことから、OJ 287は一般相対性理論の正しさの検証、ブラックホール無毛定理などブラックホールの基本的性質を検証する実験場としても有意義である。伴星の軌道は重力波を放射しながら縮小しつつあり、およそ1万年後には主星と合体し、そのとき（2020年までに知られている重力波イベントと比べて）非常に強い重力波が観測されると予測されている。